# Cherveix-Cubas

Cherveix-Cubas este o comună în departamentul Dordogne din sud-vestul Franței. În 2009 avea o populație de 622 de locuitori.

## Evoluția populației
| An        | 1975 | 1982 | 1990 | 1999 | 2006 | 2009 |
| --------- | ---- | ---- | ---- | ---- | ---- | ---- |
| Populație | 712  | 665  | 590  | 600  | 620  | 622  |